# Inti (monnaie)
Pour les articles homonymes, voir PEI.
L'inti était la monnaie du Pérou entre 1985 et 1991. Son code ISO 4217 était PEI, et l'abréviation locale était « I/. ». L'inti était divisé en 100 céntimos.

## Origine du nom
L'inti tire son nom d'Inti, la divinité solaire inca, ce qui permettait de conserver de manière symbolique un lien avec l'ancienne monnaie, le sol (Sol signifiant soleil en espagnol - bien que le mot sol dans son acception monétaire soit en fait dérivé du mot latin solidus qui a donné sol et sou en français).

## Historique
L'inti a été introduit le 1er février 1985, en remplacement du sol de oro qui avait souffert d'une forte inflation. Un inti valait 1 000 soles. Les pièces de la nouvelle unité monétaire furent mises en circulation à partir de mai 1985 et les billets ont suivi en décembre de la même année.
En 1990, l'inflation avait été tellement élevée que le nuevo sol (nouveau sol) remplaça l'inti le 1er juillet 1991, au taux d'un sol pour un million d'intis.
Ainsi : 1 nouveau sol = 1 000 000 d'intis = 1 000 000 000 de soles de oro.
À titre transitoire lors de l'introduction de ce nouveau sol, le « million d'intis » fut employé comme unité de compte de janvier à juillet 1991.

## Pièces et billets
Les pièces de monnaie émises avaient une valeur faciale de 1, 5, 10, 25, 50 céntimos, 1 et 5 intis. Avec l'inflation, elles ne furent plus employées. Les premiers billets furent émis avec une valeur faciale de 10, 20, 50, 100 et 500 intis. Puis on émit des  coupures de 1 000, 5 000, 10 000, 50 000, 100 000, 500 000, 1 million et 5 millions d'intis. Les deux dernières coupures furent utilisées jusqu'en 1992.
Les billets et les pièces de l'inti n'ont plus cours légal au Pérou et ne peuvent pas être échangés contre la monnaie actuelle, le nuevo sol.